# Isodontia pempuchi
Isodontia pempuchi är en biart som först beskrevs av Kazuhiko Tsuneki 1971.  Isodontia pempuchi ingår i släktet Isodontia och familjen grävsteklar. Inga underarter finns listade i Catalogue of Life.